# Gruppo di contatto trilaterale sull'Ucraina
Il Gruppo di contatto trilaterale sull'Ucraina (noto anche come Gruppo di contatto trilaterale per la risoluzione pacifica della situazione nell'Ucraina Orientale) fu costituito da rappresentanti dell'Ucraina, della Federazione Russa e dell'Organizzazione per la sicurezza e la cooperazione in Europa, creato ad hoc quale strumento per facilitare una soluzione diplomatica del conflitto nella regione contesa del Donbass, nell'Ucraina orientale. Al suo interno, il gruppo si scomponeva di una serie di sottogruppi.
Esso fu creato dopo un incontro informale dei capi di Stato per la commemorazione del settantesimo anniversario del D-Day (svoltosi il 6 giugno 2014 in Normandia) con lo scopo di dar vita a un gruppo di lavoro mirante a facilitare il dialogo tra il governo ucraino e quello russo. Le relazioni tra i due Paesi erano infatti estremamente tese e si erano acuite dopo l’elezione del presidente ucraino Petro Porošenko, nel maggio 2014, nomina preceduta da disordini nell’Ucraina meridionale e orientale all’indomani del movimento Euromaidan, della Rivoluzione Ucraina dello stesso anno e all’annessione della Crimea da parte della Federazione Russa; quest’ultima accusata dall’Ucraina e dai massimi esponenti occidentali di aver alimentato i conflitti nella parte orientale e meridionale del proprio Paese.

## Prima riunione a Kiev
La prima sessione del gruppo si è svolta l’8 giugno 2014 con la partecipazione dell’ambasciatore russo in Ucraina Michail Zurabov, l’ambasciatore ucraino in Germania Pavlo Klimkin e Heidi Tagliavini, la rappresentante speciale del Segretariato generale dell’OSCE. Nel corso di tre sessioni di gruppo, tra l’8 e il 9 giugno, i partecipanti hanno discusso del piano di pace proposto dal Presidente ucraino Petro Porošenko.

## Riunione a Donec'k
Il 20 giugno 2014 il presidente ucraino Porošenko ha annunciato il suo piano di pace in quindici punti e ordinato unilateralmente un cessate il fuoco per una settimana. Il presidente russo Vladimir Putin insisteva sulla partecipazione di rappresentanti dei secessionisti dell’Ucraina orientale alle negoziazioni, ritenendola essenziale per l’efficacia del cessate il fuoco e avvertendo di non fraintendere il piano come “ultimatum” per i ribelli. Il 23 giugno i militanti filorussi hanno promesso di onorare la tregua a condizione che fossero coinvolti nelle negoziazioni.
Su richiesta del presidente, l’Ucraina è stata rappresentata da Leonid Kučma, poiché Pavlo Klimkin era impegnato in Lussemburgo. Al primo incontro a Donec'k, il 23 giugno 2014, hanno partecipato Leonid Kučma, Michail Zurabov (ambasciatore russo in Ucraina), Viktor Medvedčuk (capo di "Scelta Ucraina", partito ucraino filo-russo), i capi dei militanti filorussi Oleg Carëv e Aleksandr Borodaj, e rappresentanti dell’OSCE. Dopo l’incontro, l’autovettura che scortava Kučma e Nestor Šufryč è stata attaccata da una folla infuriata di separatisti. 
Secondo le indicazioni dell’OSCE, Medvedčuk fungeva da rappresentante dei militanti secessionisti nelle negoziazioni. La sua partecipazione con funzione di mediazione era stata sostenuta da Angela Merkel e approvata da Porošenko. Il 26 giugno 2014 Scelta Ucraina ha accusato Tagliavini di aver frainteso, mentre Zubarov affermò esplicitamente che Medvedčuk era stato scelto da Petro Porošenko. Durante la tregua, i militanti filorussi hanno rilasciato gli osservatori dell’OSCE che erano stati presi in ostaggio. 

## Seconda riunione a Kiev
Il 2 luglio 2014, a Berlino, i quattro ministri degli affari esteri della Germania, Francia, Federazione Russa e Ucraina si sono impegnati a riprendere le trattative per la pace entro il 5 luglio.
La terza sessione di incontri del gruppo ha avuto luogo il 6 luglio 2014 con la presenza di Kučma, Zurabov, Tagliavini, Šufryč e Medvedčuk.

## Terza riunione a Kiev
Approfondimento: Volo Malaysia Airlines 17
Il gruppo si è riunito anche poco dopo l’abbattimento dell’aereo di Malaysian Airlines avvenuto in data 17 luglio 2014, dopo che rappresentanti dei separatisti hanno assicurato la propria collaborazione coi rappresentanti dell’OSCE nell’Ucraina orientale.

## Riunione a Minsk
Articolo principale: Protocollo di Minsk
Un nuovo giro di incontri per la pace è iniziato il 31 luglio 2014 a Minsk. Il 5 settembre 2014 è stato firmato il Protocollo di Minsk. In un’intervista rilasciata al quotidiano russo “Novaja Gazeta” Aleksandr Borodaiha ha affermato che Kučma avrebbe proposto ai militanti filorussi di arrendersi, suscitando le risate di Medvedčuk e Šufryč.

## Dopo Minsk II
Articolo principale: Protocollo di Minsk II
L’11 febbraio 2015, in occasione di un vertice a Minsk, i capi di governo di Ucraina, Russia, Francia e Germania si sono messi d'accordo su un pacchetto di misure per porre fine al conflitto nella regione Donbass; pacchetto oggi conosciuto come Minsk II.
Da allora il gruppo di contatto si riunisce occasionalmente a Minsk. I rappresentanti dei gruppi secessionisti della Repubblica Popolare di Doneck e della Repubblica Popolare di Lugansk sottopongono le proprie proposte al Gruppo di contatto trilaterale sull’Ucraina. Sono poi stati creati vari sottogruppi all’interno del Gruppo di contatto trilaterale. Tra questi, un gruppo di lavoro su temi politici, uno che affronta questioni economiche, uno che discute sulla situazione umanitaria nell’area di conflitto e infine uno su questioni di sicurezza - quest’ultimo presieduto dal capo della Missione speciale di osservazione dell’OSCE in Ucraina.
A partire dal 1 agosto 2021 la Presidenza in esercizio svedese dell'OSCE ha nominato l'ambasciatore finlandese Mikko Kinnunen come rappresentante speciale della Presidenza in Ucraina e nel Gruppo di contatto trilaterale.